# Vsévolod Ivánov
Vsévolod Viacheslávovich Ivánov (ruso: Все́волод Вячесла́вович Ива́нов - ˈfsʲɛvələd vʲɪtɕɪˈslavəvʲɪtɕ ɪˈvanəf) (Lebyázhie, provincia de Pavlodar, 12 de febrero de 1895-Moscú, 15 de agosto de 1963), escritor soviético conocido por sus historias de aventuras en la parte asiática de Rusia durante la Guerra Civil rusa.
Nació al norte de Kazajistán, en el seno de una familia de profesores. De niño, Vsévolod se escapó de casa para hacerse payaso en un circo ambulante. Su primera historia, publicada en 1915, cautivó a Máximo Gorki, quien posteriormente aconsejó a Vsévolod Ivánov a lo largo de su carrera.
Vsévolod Ivánov se enroló en el Ejército Rojo durante la Guerra Civil y combatió en Siberia. Este hecho inspiró sus historias Partisanos (1921) y El tren blindado 14-69 (1922). 
El hijo de Vsévolod Ivánov, Viacheslav Ivánov, es uno de los filólogos indoeuropeos más destacados de finales del siglo veinte y principios del veintiuno. Vsévolod Ivánov adoptó al hijo ilegítimo de Isaak Bábel, Emmanuil, cuando se casó con la exmujer de este, Tamara Kashírina. El nombre de Emmanuil fue cambiado por el de "Mijaíl", y más tarde Mijaíl Ivánov fue un artista notable.